# Boantropia
La boantropia és un trastorn psicològic a causa del qual un ésser humà creu ser un animal boví.

## Relat bíblic
De vegades, s'atribueix al rei Nabucodonosor II de l'⁣Imperi Neobabilònic una boantropia basada en la descripció del Llibre de Daniel que diu que "va ser expulsat d'entre els homes i menjava herba com els bous". Carl Jung descriuria posteriorment "Nabucodonosor... [com] una degeneració regressiva absoluta d'un home que s'ha superat a si mateix".

## Relats històrics
Segons les tradicions perses, el príncep Buyid Majd al-Dawla s'imaginava que era una vaca, fent el so d'aquest animal i demanant que la matessin perquè la seva carn es pogués consumir. En els relats és curat per Avicena.

## Explicacions psicològiques
Els psicòlegs generalment agrupen la boantropia, juntament amb altres formes de zoantropia, en el diagnòstic de la licantropia clínica. Altres afeccions que es troben freqüentment, però no universalment, en pacients que la pateixen són l'esquizofrènia, la depressió psicòtica i el trastorn bipolar.
S'ha suggerit que la hipnosi, el suggeriment i l'autosuggestió poden contribuir a fomentar aquestes creences.

### Explicacions psicoanalítiques
Els somnis també hi poden tenir un paper important. Jung, per exemple, registra com una dona tossuda "somiava que assistia a una ocasió social important". Va ser rebuda per l'amfitriona amb les paraules: "que bé que hagis pogut venir. Tots els teus amics són aquí i t'esperen". Llavors l'amfitriona la va conduir fins a la porta, l'obrí i la somniadora va entrar a un estable.
Freud havia assenyalat des de feia temps "casos en què una malaltia mental ha començat amb un somni i en què un cop desvetllat ha perdurat un deliri originat en el somni".

### Totemisme
Eric Berne considerava els primers anys de vida com un moment en què el nen "està tractant amb persones màgiques que potser a vegades poden convertir-se en animals" i pensava que fins i tot en la vida posterior "molta gent té un animal... que es repeteix una vegada darrere l'altra en els seus somnis. Aquest és el seu tòtem, una cosa que pot oferir una ruta de tornada per a les primeres identificacions regressives.

## Explicacions fisiològiques
Les explicacions mèdiques suggerides per a la boantropia aparent inclouen la porfíria i la parèsia general causada per la sífilis en fase tardana.

## A la cultura popular
- The Cow, és una pel·lícula iraniana de Dariush Mehrjui en què el protagonista, Masht Hassan, comença a viure en una granja i a menjar fenc després de l'hagin fet creure que la seva estimada vaca lletera ha fugit. En el seu engany, parla en nom de la vaca, afirmant sota l'aparença de la vaca que el seu amo (el mateix Hassan) encara la vigila des de fora de l'estable.
- En un episodi de l'anime Revolutionary Girl Utena, la jove Nanami es comporta com una vaca i finalment es transforma en una vaca després de rebre una esquella (presumiblement encantada) com a regal i creure falsament que es tractava de joieria de luxe. Els temes de l'episodi són principalment feministes, utilitzant una interpretació de la famosa cançó Dona, Dona en el context de Nanami com una vaca per narrar el maltractament social a les dones. La seva transformació també es podria interpretar com un símbol de la seva auto-objectivació a causa de la seva idolatria de la seva aparença i la submissió voluntària a l'explotació del seu germà. A la pel·lícula derivada de l'anime, Nanami apareix estrictament en forma bovina mentre que altres personatges apareixen en la forma humana esperada.